# Свадьба (пьеса)
«Сва́дьба» — пьеса (сцена в одном действии) Антона Павловича Чехова. Написана в 1889 году.
Впервые опубликовано в отдельном литографированном издании: Свадьба. Сцена в 1-м действии А. Чехова. Литография комиссионера Общества русских драматических писателей С. Ф. Рассохина. — Москва: (цензурное разрешение 25 апреля 1890 года; вышло в свет с 24 по 31 октября 1890 года; отпечатано 110 экземпляров). С изменениями пьеса также вошла в VII2 том издания А. Ф. Маркса (1902, с. 259—276).
Аналогичный сюжет и некоторые действующие лица — в рассказе «Свадьба с генералом». Кроме того, автор использовал отдельные элементы своего ранее опубликованного рассказа «Брак по расчёту».

## Сюжет
В одной из зал дома кухмистера Андронова готовятся к праздничному ужину в честь свадьбы оценщика ссудной кассы Эпаминонда Максимовича Апломбова и дочери мещан Жигаловых Дашеньки. Пока гости танцуют, Эпаминонд допытывается у матери невесты Настасьи Тимофеевны о приданом. В частности, он упрекает Жигалову за то, что обещанные ему два выигрышных билета оказываются в залоге, и грозит, что «если вы мне не отдадите сегодня билетов, то я вашу дочь с кашей съем. Я человек благородный!». Затем он сетует на то, что приглашённый на ужин генерал до сих пор не прибыл, на что Настасья Тимофеевна отвечает, что это дела Андрея Андреевича Нюнина — агента страхового общества, который за 25 рублей обещался привести какого-нибудь генерала. Дальше Апломбов недоумевает, почему на свадьбу был приглашён Иван Михайлович Ять — телеграфист, незадолго до празднества ухаживавший за Дашенькой и неприятный жениху. Настасья Тимофеевна отшучивается, на что Эпаминонд просит её быть благородной и честной.
Между тем танцующие в задней паре Ять и 30-летняя акушерка Анна Мартыновна Змеюкина, отстав от других гостей-танцоров, решают передохнуть в зале. Телеграфист, влюблённый в Змеюкину, просит её, обладающую чу́дным голосом, спеть фиоритуру «Я вас любил…». Та исполняет маленький отрывочек и начинает кокетничать: «Нет, я не в голосе сегодня. Нате, махайте на меня веером… Жарко! <…> Какие вы все противные скептики! Возле вас я задыхаюсь… Дайте мне атмосферы! Слышите? Дайте мне атмосферы! <…> Ах, оставьте меня в покое! Дайте мне поэзии, восторгов! Махайте, махайте… <…> Дайте мне бурю!». Рядом выпивают отец невесты Евдоким Захарович и грек-кондитер Харлампий Спиридонович Дымба. На все вопросы, есть ли в Греции то или это, Дымба отвечает: «Есть. В Греции всё есть».
В двенадцатом часу ночи гости садятся за праздничный стол. Первый тост произносит матрос из Добровольного флота Дмитрий Степанович Мозговой, следующие — шафера и Дымба. Ять хвалит залу и помещение, но признаёт, что из-за отсутствия электрического освещения нет ощущения полной праздничности. Отец невесты отвечает, что, по его мнению, электричество — это жульничество. В своих рассуждениях Жигаловы и Апломбов доходят до хамства и чуть не выгоняют телеграфиста из-за тонких намёков на то, что такой брак произошёл по расчёту.
Вбежавший в залу Нюнин сообщает, что сейчас придёт знакомый ему  флотский капитан 2-го ранга Фёдор Яковлевич Ревунов-Караулов, которому «лет, пожалуй, восемьдесят, а то и девяносто…». При этом он обманывает Настасью Тимофеевну, говоря, что в морском законе капитан 2-го ранга соответствует генерал-майору, а в гражданской табели о рангах — действительному статскому советнику (как окажется позже, он ещё и прикарманил себе 25 рублей). Приходит Ревунов-Караулов. Жигаловы, Апломбов и гости сразу начинают лебезить перед ним, называть его превосходительством. Сев за стол и провозгласив тост, он рассказывает, что ему 72 года и что он вышел в отставку в 1865 году. Тут он замечает Мозгового и затевает с ним разговор с применением морских терминов. Он говорит, что морская служба трудна и по-настоящему тонка. Ять замечает, что и телеграфная служба также имеет свои трудности. Ревунов-Караулов, выслушав его, продолжает свой разговор с матросом, который вскоре превращается в целый монолог с кучей морских терминов, непонятных простоволосым гостям и хозяевам. Нюнин, Настасья Тимофеевна, Змеюкина, шафер и прочие гости начинают роптать. В конце концов, Жигалова не выдерживает: «Генерал, а безобразите… Постыдились бы на старости лет!», на что охмелевший и развеселившийся «генерал» отвечает, что он всего лишь капитан 2-го ранга, что соответствует званию подполковника. Рассерженная Настасья Тимофеевна спрашивает Ревунова-Караулова, за что ему тогда деньги платили, если он не генерал. Недоумевающий Фёдор Яковлевич, узнав, в чём дело, произносит гневную и вместе с тем горькую речь: «Никаких я денег не получал! Подите прочь! Какая гадость! Какая низость! Оскорбить так старого человека, моряка, заслуженного офицера!.. Будь это порядочное общество, я мог бы вызвать на дуэль, а теперь что я могу сделать? Где дверь? В какую сторону идти? Человек, выведи меня! Человек! Какая низость! Какая гадость!». После этого он, подавленный и опозоренный, уходит.
Настасья Тимофеевна интересуется у Нюнина, куда делись 25 рублей, на что тот отшучивается и произносит новый тост. Ужин продолжается.

## Действующие лица
- Евдоким Захарович Жигалов, отставной коллежский регистратор.
- Настасья Тимофеевна, его жена.
- Дашенька, их дочь.
- Эпаминонд Максимович Апломбов, её жених.
- Фёдор Яковлевич Ревунов-Караулов, капитан 2-го ранга в отставке.
- Андрей Андреевич Нюнин, агент страхового общества.
- Анна Мартыновна Змеюкина, акушерка 30 лет, в ярко-пунцовом платье.
- Иван Михайлович Ять, телеграфист.
- Харлампий Спиридонович Дымба, грек-кондитер.
- Дмитрий Степанович Мозговой, матрос из Добровольного флота.
- Шафера, кавалеры, лакеи и проч.

## Постановки
- 1902 — «Свадьба», Александринский театр. К. А. Варламов (Ревунов-Караулов), П. М. Медведев (Жигалов), В. В. Стрельская (Настасья Тимофеевна), И. А. Стравинская (Дашенька), И. Ф. Сазонов (Апломбов), Л. Н. Шувалова (Змеюкина) и др.[1]
- 1902 — «Свадьба», Театр Корша (Москва)
- 1903 — «Свадьба», Товарищество Новой драмы (Херсон), режиссёр — Вс. Мейерхольд. В спектакле играли: А. П. Зонов, Н. Ф. Костромской, С. И. Карпов, О. П. Нарбекова, Е. А. Степной и др.
- 1907-"Свадьба" театр "Тихий Океан'"(Владивосток) ул.Светланская 1.Спектакль устраивается  учениками Училища Дальнего Плаванья.24 ноября (суббота)1907г.
- 1920 — «Свадьба», Студия Е. Б. Вахтангова. Режиссёр — Е. Вахтангов[2]
- 1921 — «Свадьба», Третья студия МХАТ. Режиссёр — Е. Вахтангов, художник И. М. Рабинович; Борис Щукин (Жигалов), Т. Н. Щукина-Шумизина (Настасья Тимофеевна), Мария Некрасова (Дашенька), Иван Кудрявцев (Апломбов), Иосиф Толчанов (Нюнин), Елизавета Ляуданская (Змеюкина), Иван Лобашков (Телеграфист Ять), Олег Басов (Ревунов-Караулов), Рубен Симонов (Дымба), Н. Горчаков (Шафер), Борис Захава (Мозговой)[3][4].
- 1978 — «Свадьба», Щукинское училище (Москва). Режиссёр — Александр Калягин, курс Альберта Бурова.
- 1979 — «Свадьба. Юбилей», Ленинградский театр Комедии. Режиссёр — Петр Фоменко[5].
- 1992 — «Свадьба с генералом», Санкт-Петербургский театр «Суббота» (2-я редакция — 2017, режиссёр возобновления В. В. Абрамов[6]). Сценарий и постановка — Ю. Смирнов-Несвицкий, сценография — М. Смирнова-Несвицкая, композитор Е. Умаров; Роли в редакции 1992 г. исполняли В. Мальков (Жигалов), И. Умикова (Настасья Тимофеевна), Т. Кондратьева (Дашенька), В. Шаманин (Апломбов), В. Абрамов (Ревунов-Караулов), М. Веселова (Змеюкина), Ю. Лобов (Дымба), К. Дестилятор (Фёкла), А. Молотов (Телеграфист Ять), А. Резункова (Верочка), С. Балицкий (Тапёр) и др.[7]
- 1996 — курс Петра Фоменко в РАТИ. Режиссёр П. Н. Фоменко; Павел Сборщиков (Жигалов), Елена Невежина и Галина Кашковская (Настасья Тимофеевна), Ольга Левитина (Дашенька), Карэн Бадалов (Апломбов), Михаил Крылов и Валюс Тертелис (Ревунов-Караулов), Томас Моцкус (Нюнин), Наталья Благих и Марина Глуховская (Змеюкина), Прийт Руттас (Ять), Вениамин Скальник (Дымба)[8]
- 2009 — «Свадьба», Национальный академический театр им. Янки Купалы, режиссёр-постановщик Владимир Панков[9] .

## Использование
Из экранизации пьесы пошла крылатая фраза, произнесённая Дымбой: «В Греции всё есть».

### Экранизации
- 1944 — Свадьба, (СССР), режиссёр Исидор Анненский
- 1954 — Свадьба / Il matrimonio, (Италия), режиссёр — Антонио Петруччи[итал.] (по мотивам пьес «Медведь», «Предложение», Свадьба)
- 1961 — Свадьба / A Wedding (ТВ) (Великобритания) режиссёр Розмари Хилл
- 1964 — Свадьба /La Boda (ТВ) (Испания) (сериал «Студия3»)
- 1964 — Свадьба / De bruiloft (ТВ) (Бельгия), режиссёр Люк Филипс[нидерл.]
- 1972 — «Голливудский телевизионный театр. Две пьесы Чехова» («Медведь», «Свадьба»)(ТВ сериал) (США), режиссёр Рип Торн. В ролях: Рип Торн, Джеральдин Пейдж
- 1983 — Кое-что из губернской жизни (ТВ) (СССР), режиссёр Борис Галантер (один из сюжетов фильма)
- 1999 — Свадьба / Les épousailles (Франция), режиссёр Пьер Фильмон

### Опера
На сюжет водевиля была сочинена комическая опера с тем же названием «Свадьба», композитор: В.Эренберг; первая постановка: Оперный театр Зимина, 1916 год, Москва.